# Neauphle-le-Vieux
Neauphle-le-Vieux – miejscowość i gmina we Francji, w regionie Île-de-France, w departamencie Yvelines.
Według danych na rok 1990 gminę zamieszkiwało 577 osób, a gęstość zaludnienia wynosiła 77 osób/km² (wśród 1287 gmin regionu Île-de-France Neauphle-le-Vieux plasuje się na 771. miejscu pod względem liczby ludności, natomiast pod względem powierzchni na miejscu 520.).